# Brigata alpina “Taurinense”

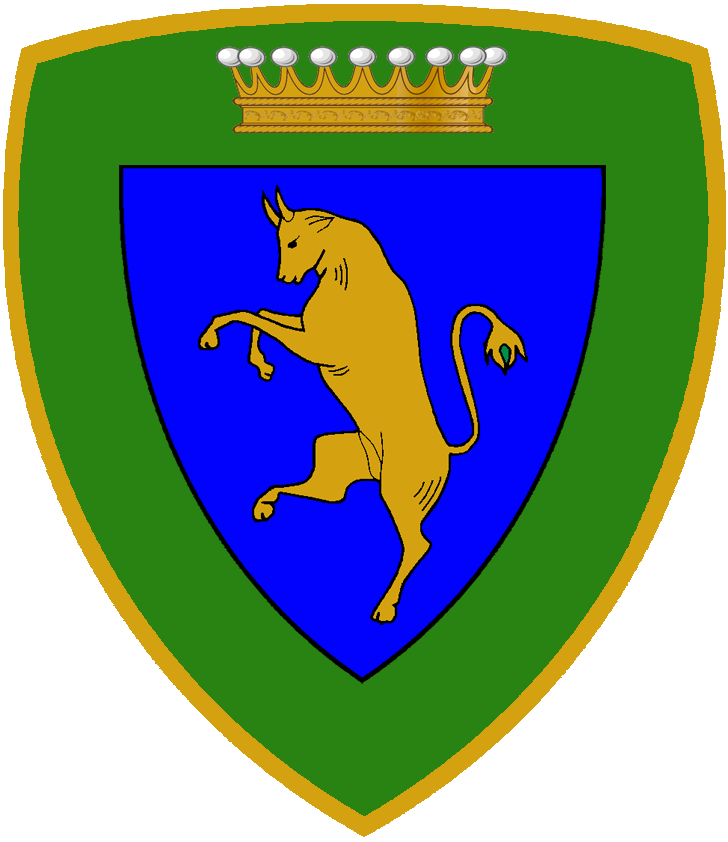
Wappen der Alpini Brigade Taurinense

Die Brigata alpina “Taurinense” (deutsch Alpini-Brigade „Taurinense“) ist eine der beiden verbliebenen Gebirgsjägerbrigaden des italienischen Heeres. Die Verbände der Brigade sind größtenteils in den italienischen Westalpen stationiert. Der aus der Antike stammende Name „Taurinense“ bezieht sich auf die Stadt Turin, in der sich das Hauptquartier der Brigade befindet.

## Auftrag
Die Alpini-Brigade „Taurinense“ untersteht dem Gebirgstruppenkommando COMALP in Bozen. Die Brigade dient in erster Linie der Landesverteidigung und der Erfüllung von NATO-Bündnisverpflichtungen. Darüber hinaus stellt sie Gebirgstruppen bereit für Friedensmissionen im Rahmen der EU, der NATO und der UNO. Bei Bedarf übernimmt die Brigade auch Unterstützungs- und Sicherungsaufgaben im Auftrag ziviler Stellen.

## Gliederung

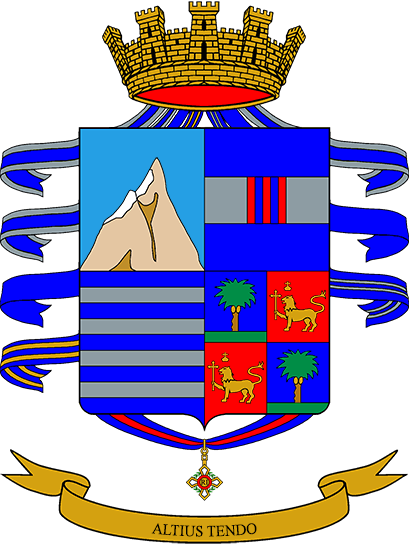
Wappen des 3. Alpiniregiments

Wappen 1. Gebirgsartillerie-Regiment

- 1. Stabs- und Unterstützungsverband (Turin)
- 2. Alpini-Regiment (Cuneo)
- 3. Alpini-Regiment (Pinerolo)
- 9. Alpini-Regiment (L’Aquila)
- 1. Kavallerieregiment Nizza Cavalleria (Bellinzago Novarese)
- 1. Gebirgsartillerieregiment (Fossano bei Cuneo)
- 32. Gebirgspionierregiment (Fossano)
- Logistikregiment Taurinense (Rivoli)

Von einer Ausnahme abgesehen haben alle Regimenter der Brigade Bataillonsstärke. Die Verbände der Taurinense sind in den italienischen Westalpen (Piemont) stationiert, das 9. Alpini-Regiment in den mittelitalienischen Abruzzen. Letzteres hat seit 2017 zwei Bataillone: das verstärkte Alpini-Bataillon L’Aquila und das kleine Unterstützungsbataillon Vicenza, das für Katastrophenschutzaufgaben vorgesehen ist. Der 1. Stabs- und Unterstützungsverband steht in der Nachfolge des aufgelösten 1. Alpini-Regiments und führt auch dessen Truppenfahne.

## Ausrüstung
Die Regimenter der Brigade verfügen über Mehrzweckfahrzeuge vom Typ VTLM Lince, über leichte Panzerfahrzeuge von Typ Puma und über gebirgstaugliche Kettenfahrzeuge vom Typ Bv206S. Das Kavallerieregiment ist mit Radpanzern vom Typ Centauro ausgerüstet. Die Gebirgsartillerie ist mit der Feldhaubitze FH-70 (155 mm) ausgerüstet, daneben werden seit 2018 wieder einige reaktivierte 105-mm-Gebirgshaubitzen (Gebirgshaubitze Modell 56) genutzt.

## Geschichte
Die Aufstellung erfolgte 1923 in Turin als 1. Alpini-Gruppe, die ab 1926 die Bezeichnung 1. Alpini-Brigade führte und aus dem 1. 2., 3. und 4. Alpini-Regiment, sowie aus dem 1. Gebirgsartillerieregiment bestand. 1935 ging aus der Brigade die 1. Alpini-Division Taurinense hervor, der nunmehr das 3. und 4. Alpini-Regiment, sowie das 1. Gebirgsartillerieregiment unterstand (das 1. und 2. Regiment gingen an die neue 4. Alpini-Division Cuneense in Cuneo). Während des Zweiten Weltkriegs operierte die Division unter anderem in Jugoslawien. Dort schlossen sich nach dem Waffenstillstand im September 1943 fast alle ihre Soldaten der italienischen Partisanendivision Garibaldi an.
1949 entstand die Taurinense als Brigade mit dem 4. Alpini-Regiment und dem 1. Gebirgsartillerieregiment in Turin wieder. Während des Kalten Kriegs war die in den Westalpen gelegene Brigade ein Reserveverband, der bei Bedarf in den Ostalpen oder an den Flanken der NATO eingesetzt werden konnte. Zu diesem Zweck stellte die Taurinense der inzwischen aufgelösten „Allied Mobile Force-Land“ (AMF-L) das Alpini-Bataillon Susa (heute 3. Alpini-Regiment), das auch in Norwegen und in der Türkei übte.
Mit der Heeresreform von 1975 wurde im italienischen Heer die Regimentsebene abgeschafft. Daher bestand die Brigade in den Jahren von 1976 bis 1990 aus den Alpini-Bataillonen Saluzzo und Susa, aus den Gebirgsartilleriebataillonen Pinerolo und Aosta, aus dem Logistikbataillon Taurinense und einigen Verfügungs- und Versorgungseinheiten. Hinzu kam das Alpini-Ausbildungsbataillon Mondovi.
Nach 1991 wurde die Brigade als eine der ersten in Italien professionalisiert und nahm an etlichen Auslandseinsätzen teil, unter anderem in Mosambik, im ehemaligen Jugoslawien und mehrmals in Afghanistan. Die beiden Alpini-Bataillone Saluzzo und Susa führen wieder die Bezeichnung Regiment. Von der Alpini-Brigade Julia übernahm die Taurinense das 9. Alpini-Regiment, das traditionell aus Personal aus der mittelitalienischen Region Abruzzen besteht und dort auch stationiert ist. Hinzu kam als Ergänzung der Verbände im Piemont ein Kavallerieregiment (Panzeraufklärungsbataillon).
2013 wurde die enge Kooperation mit der französischen 27e brigade d’infanterie de montagne durch einen aktivierbaren gemeinsamen Stab institutionalisiert (Non-Standing Bi-National Brigade Command – NSBNBC).

## Bilder

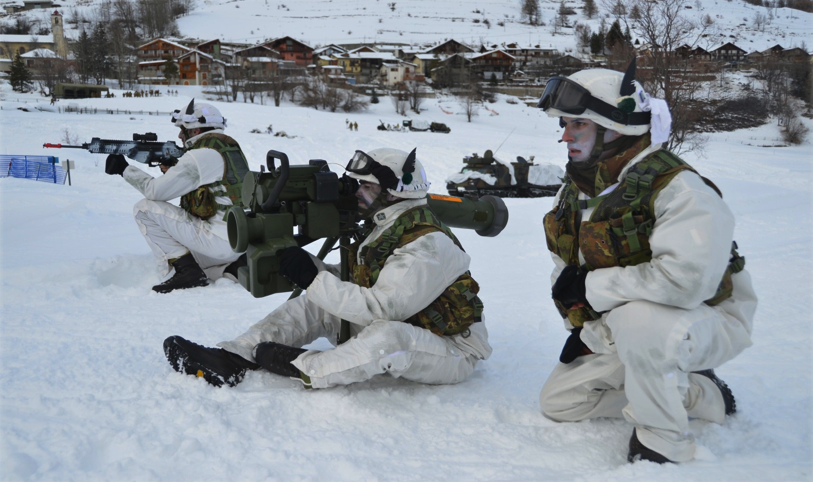
Alpini des 2. Regiments mit Panzerabwehrlenkwaffe Spike, 2016
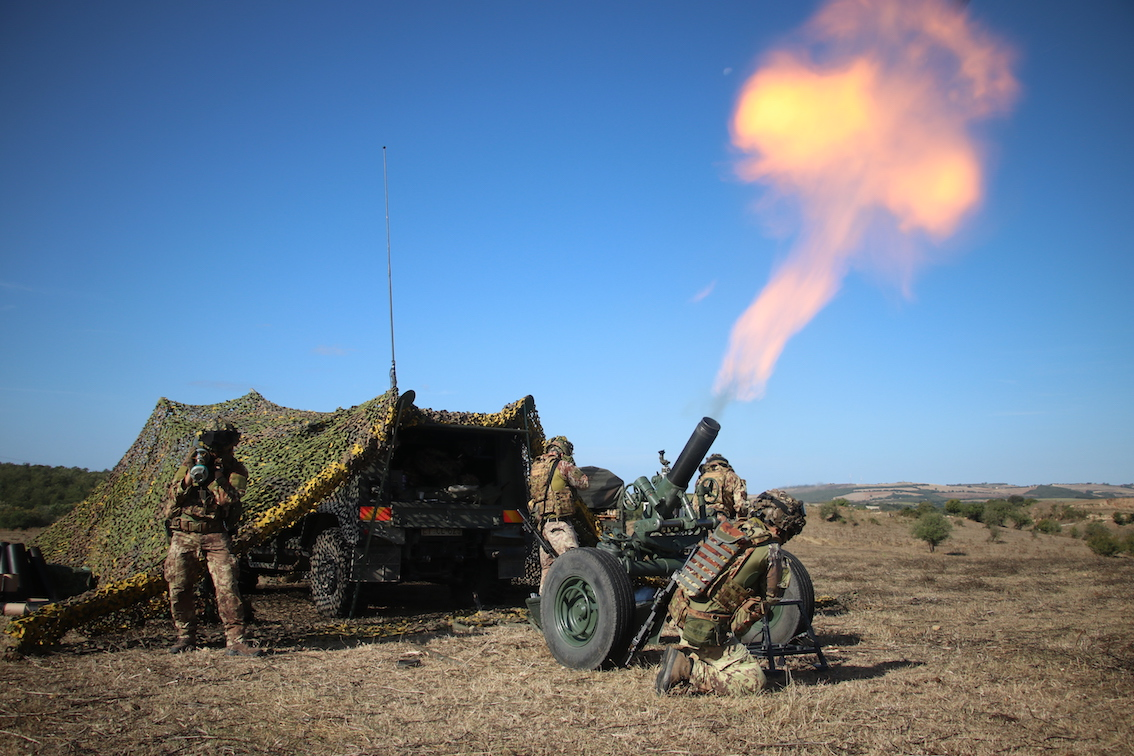
Alpini der schweren Kompanie des 3. Regiments, Monte Romano (Latium), 2019
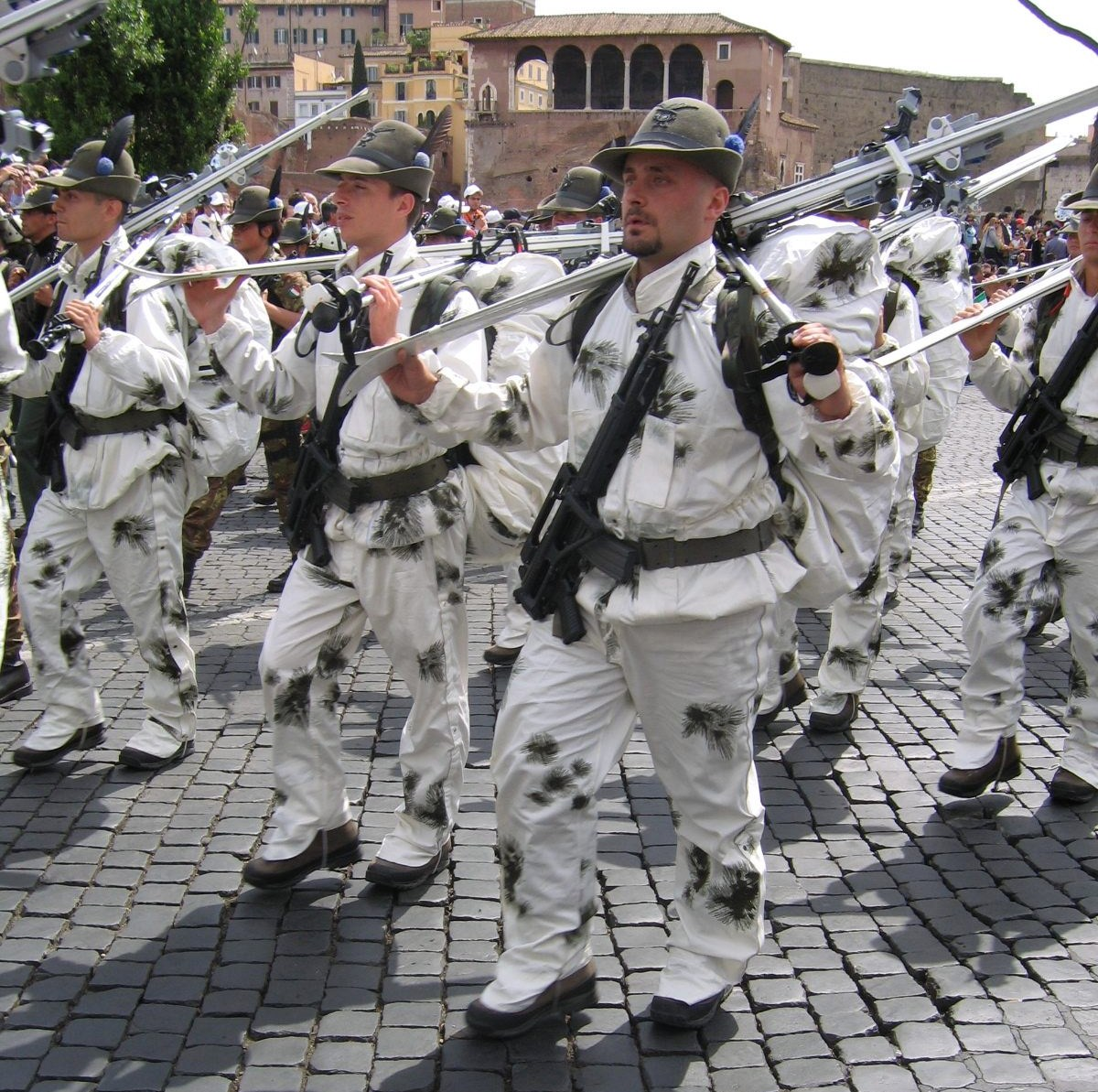
9. Alpini-Regiment, Festa della Repubblica, 2006 in Rom
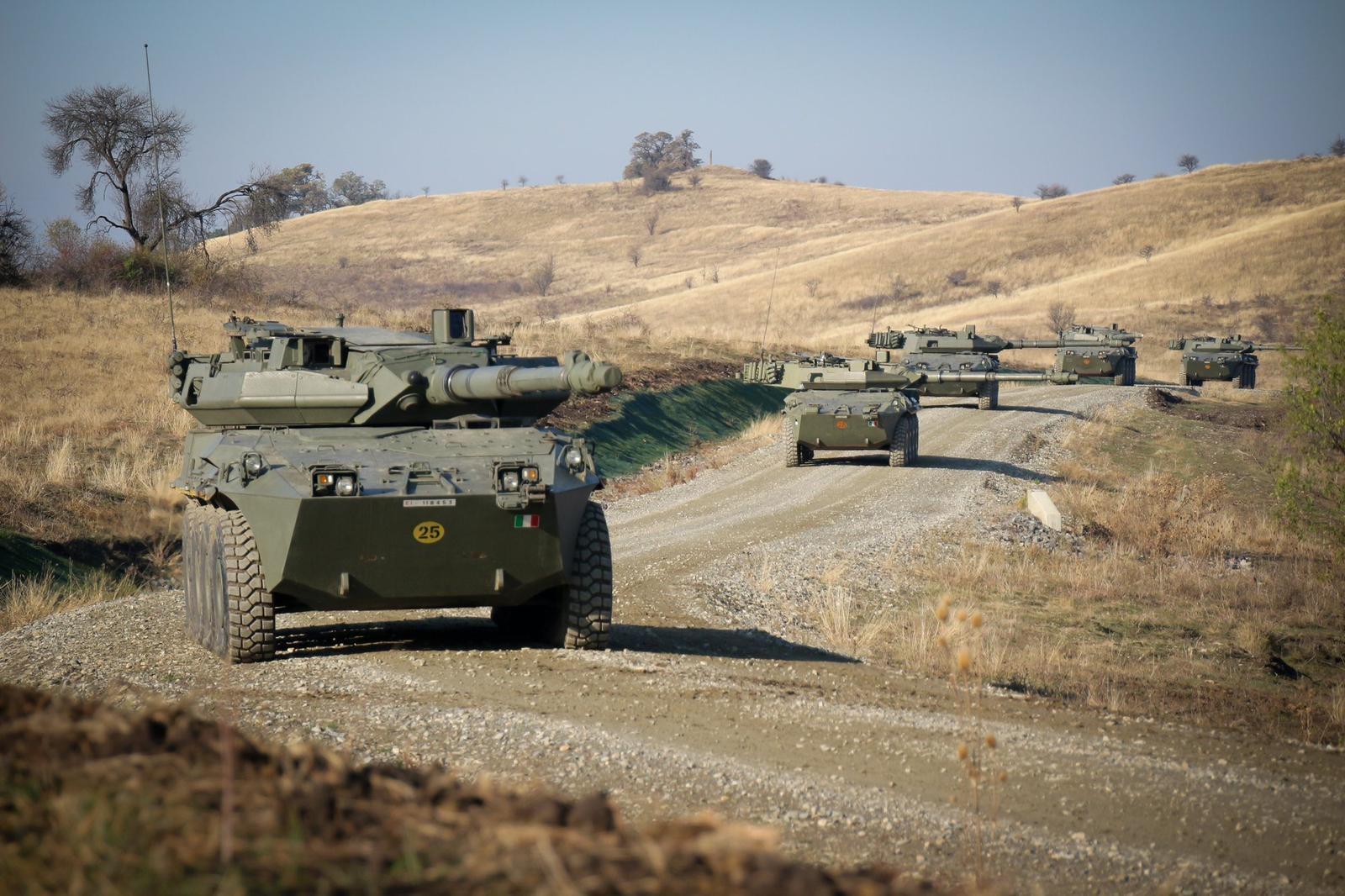
Centauros des Regiments Nizza Cavalleria auf der Scorpion Legacy 2019 bei Cincu in Rumänien